# James Phillips (Fußballspieler)
James Phillips (* 1853 in Gourock; † 18. August 1932 in Clapham Common) war ein schottischer Fußballspieler. Mit dem im Jahr 1867 gegründeten FC Queen’s Park, dem ältesten Fußballverein Schottlands, gewann er in den 1870er Jahren zweimal den schottischen Pokal.

## Karriere
James Phillips wurde im Jahr 1853 in Gourock, Inverclyde geboren. Ab dem Jahr 1874 spielte er Fußball im etwa 35 km entfernten Glasgow für den FC Queen’s Park. Sein Debüt gab er am 24. Oktober 1874 in der 1. Runde des schottischen Pokals gegen den FC Western. In seiner ersten Saison gewann er mit dem Verein den schottischen Pokal. Ein Jahr später wurde der Titel erfolgreich verteidigt. In den Jahren 1877 und 1878 gewann Phillips mit Queen’s Park den Glasgow Merchants Charity Cup. 1879 wurde er zum Mitglied auf Lebenszeit gewählt.
Für die schottische Nationalmannschaft absolvierte Phillips drei Länderspiele, darunter ein 3:1 gegen England im Kennington Oval von London, außerdem ein 2:0- und 9:0-Sieg gegen Wales.

## Erfolge
mit dem FC Queen’s Park:
- Schottischer Pokalsieger: 1875, 1876
- Glasgow Merchants Charity Cup: 1877, 1878